# Liste des partis politiques au Gabon

## Partis représentés au Parlement durant la 13ème législature (depuis 2019)
- Parti démocratique gabonais (PDG), 98 députés, fondé en 1953 sous le nom Bloc démocratique gabonais (BDG) avant de prendre son nom actuel en 1968.
- Les Démocrates (LD)
- Rassemblement Volontaire (RV)
- Socio-Démocrate Gabonais (SDG)
- Rassemblement Héritage et Modernité (RHM)
- Parti Social Démocrate (PSD)
- Cercle des libéraux réformateurs (CLR)
- Démocratie Nouvelle (DN)
- Union nationale (UN)

Plusieurs des députés sont indépendants.

## Partis anciennement représentés au Parlement
- Rassemblement pour le Gabon
- Union du peuple gabonais
- Union gabonaise pour la démocratie et le développement
- Parti social-démocrate
- Parti gabonais du progrès
- Alliance démocratique et républicaine
- Mouvement africain de développement
- Parti Gabonais du Centre Indépendant (PGCI)

## Autres partis
- Front populaire gabonais (FPG)
- Rassemblement démocratique du peuple gabonais (RDPG) créé en juin 2003, à l’issue du « Congrès de la Clarification » du BDP Gabon nouveau, à Bordeaux[1]
- Parti socialiste gabonais
- Rassemblement des démocrates
- Gabon Nouveau (GN)
- BDP Gabon nouveau (BDP/GN)[2] devenu Bongo doit partir (BDP/MLN)[3]
- Front uni de l'opposition pour l'alternance

## Anciens partis
- Union démocratique et sociale gabonaise (1947-68)
- Mouvement pour le redressement national (en) (MORENA)
- Front populaire gabonais (FPG)
- Front d’Egalité Républicain (FER)
- Union pour la nouvelle république (UPNR)